# Le Témoin (film hongrois, 1969)
Pour les articles homonymes, voir Le Témoin et The Witness.
Pour plus de détails, voir Fiche technique et Distribution.
Le Témoin (A tanú) est un film hongrois réalisé par Péter Bacsó. Son scénario est écrit par le réalisateur, en collaboration avec János Ujhelyi.
Bien que terminé après de nombreuses interventions de la censure, le film a été interdit jusqu’en 1979, quand il est devenu, après sa distribution en salles, un film culte, parmi les plus populaires du cinéma hongrois, étant une satire du régime communiste du début des années 1950. Il a connu le succès en Occident aussi, après avoir été présenté en 1981 au Festival de Cannes, dans la section Un certain regard. En 2019, après des recherches minutieuses, des professionnels des Archives Nationales du Cinéma Hongrois ont retrouvé la version non censurée du film dans l'un des dépôts des Archives, et le Hungarian FilmLab (Magyar Filmlabor) l’a restaurée en la numérisant. Celle-ci a été présentée la même année dans la section Cannes Classics.

## Synopsis
L’action du film a lieu au début des années 1950. Son personnage principal, József Pelikán, est un homme simple qui vit à la campagne, étant le gardien d’une digue au bord du Danube.
Au début de l’action, Pelikán fait un contrôle du digue, à pied, à vélo et en barque, avec son chien Fickó. Il accoste à la hauteur du slogan« Vive notre grand et sage dirigeant ! » écrit en grosses lettres sur la digue. Le chien court tout de suite uriner sur le slogan, et Pelikán lui crie : « Pas là, Fickó ! » Une femme se tenant sur la rive opposée lui annonce en criant qu’il y a de la viande à la boucherie. Pelikán y arrive en pédalant à perdre haleine juste au moment où le boucher annonce aux gens qui forment une longue file d’attente, qu’il n’y a plus de viande, jusqu’à la semaine suivante.
Arrivé chez lui, où il a huit enfants, Pelikán leur dit qu’il n’y a pas d’autre solution, Dezső doit mourir. Le soir, sept des enfants, vêtus de leurs uniformes de pionniers se mettent à chanter un chant du mouvement ouvrier communiste, sous la direction de la fille aînée de Pelikán, pour couvrir les cris du cochon élevé en cachette dans la cave, que Pelikán est en train de tuer. Juste après qu’il l’a tué, deux policiers arrivent, qui se renseignent si la famille a un cochon. Les enfants recommencent à chanter et les policiers s’en vont. La nuit, toute la famille travaille dans la cave à débiter le cochon, à faire des saucisses, etc.
À l’aube, Pelikán rencontre une vieille connaissance, Zoltán Dániel, son camarade du parti communiste devenu ministre, qui pêche à la ligne au bord du fleuve. Il ressort de leur conversation que Pelikán n’a plus de femme, qui l’a quitté pour un timonier de barge roumain. Ils marchent sur la digue et le chien trouve un trou de sousliks, dangereux pour la sûreté de la digue par les terriers et les galeries qu’ils y creusent. Les deux hommes versent de l’eau dans le trou et tuent deux sousliks. Ils leur coupent la queue car, si les enfants portent les queues à l’autorité habilitée, ils reçoivent deux forints pour chacune. Pendant ce temps, un poisson a mordu à l’hameçon et il est en train d’emporter la canne. Dániel court la récupérer mais s’avance trop dans l’eau, la canne lui échappe et il perd pied, mais Pelikán le secourt.
Chez lui, Pelikán met Dániel au lit pour qu’il n’attrape pas froid. Les policiers reviennent, parce qu’ils ont reçu une dénonciation tout ce qu’il y a de valable, disent-ils, parce que anonyme et tapée à la machine, comme quoi Pelikán a tué un cochon, ce qui est interdit sans autorisation, et ils se mettent à perquisitionner. Le ministre sort de la chambre et les empêche de continuer, en disant que Pelikán est un camarade fiable, qui l’a sauvé des membres du Parti des Croix fléchées au pouvoir en 1944. Pour leur montrer où il l’a caché, il ouvre la trappe de la cave. Toute la viande y est et Dániel dit aux policiers de faire leur devoir, parce que la loi est valable pour tous, d’autant plus pour les communistes. Les policiers versent du pétrole sur la viande, qui sera la preuve matérielle de la culpabilité de Pelikán, ils lui mettent des menottes et l’emmènent.
Dans la cellule de la prison, Pelikán tombe sur Gulyás, un policier de l’ancien régime, qui l’a passé à tabac en 1944. Sur le moment, il a envie de se venger mais en fin de compte, il y renonce. Avec eux il y a aussi un évêque détenu, qui dit qu’il va prier pour lui. Pelikán demande ce qu’il y aura à manger. L’évêque le demande à d’autres détenus par des signaux frappés dans le tuyau du chauffage central. Il y aura du tarhonya.
Pelikán a une visite, sa fille aînée, qui lui annonce que son avocat sera obligé de l’accuser et que la peine sera une amende ou la mort, selon que l’on voudra ou non donner un exemple par la condamnation. À la fin de l’entretien, Pelikán dit a sa fille de prendre soin des enfants et de faire attention à la digue aussi.
Pelikán est mis en liberté par un ordre venu d’en haut. Il proteste, en disant qu’il s’est quand même rendu coupable en tuant le cochon, mais on lui répond qu’il n’y a eu aucun cochon et aucun délit. En quittant la prison, il demande qu’on y améliore la nourriture, pour qu’on ne puisse pas dire que sous le nouveau régime on mange mal en prison.
En prenant une bière au bistrot de son village, il aperçoit un individu dont on lui dit que c’est lui qui l’a dénoncé, le même qui a fait cela sous le régime antérieur aussi, quand il état croix-fléchée. Pelikán le menace de le battre s’il ne quitte pas le bistrot, et l’autre s’en va.
Pelikán va voir le ministre en lui portant un canard pour lui exprimer sa reconnaissance, mais il n’y est pas et à toutes ses questions, on lui répond « Je ne sais pas ».
Une nuit, deux individus vêtus d’imperméables en cuir noir viennent le chercher dans une voiture noire. On peut déduire que ce sont des agents de l’ÁVH, la police politique. Ils lui couvrent les yeux et l’emmènent sans répondre à aucune de ses questions. Ils arrivent dans un garage d’où il doit monter un escalier lugubre. À un étage, il entre dans une pièce relativement luxueuse, où il y a une table mise avec soin. Un individu à la mine souffreteuse, le camarade Virág, y entre à son tour, le salue cordialement, lui sert une boisson et l’invite à dîner. Ils sont servis par une femme en uniforme militaire, qui apporte un porcelet rôti. Seul Pelikán mange. Virág dit qu’il souffre de l’estomac et ne prend qu’un médicament. Il ne dit pratiquement rien à Pelikán sauf qu’on lui demandera quelque chose un jour et que « la situation internationale ne cesse de s’accentuer ».
Un jour, quand Pelikán rentre avec ses enfants après leur avoir offert une glace, il trouve chez lui Virág avec deux individus que celui-ci lui présente comme ses fils. Après une promenade sur la digue, Pelikán les invite à partager un repas constitué seulement de pommes de terre cuites dans la cendre, parce qu’il n’a rien d’autre. L’un des enfants va dans la pièce à côté et on entend comme un coup de feu. Virág se réfugie tout de suite sous la table et l’un de ses accompagnateurs tire une rafale de la mitraillette qu’il avait cachée sous sa veste, en détruisant les bocaux de légumes en saumure rangés sur le buffet. Ensuite il annonce qu’il n’a plus de cartouches mais il a encore deux grenades qu’il demande à utiliser. Cela n’arrive pas, car Pelikán va chercher l’enfant et le punit de quelques taloches sur la tête, parce qu’il a gonflé et fait péter un sachet en papier, selon une mauvaise habitude qu’il a.
Virág dit à Pelikán qu’il mériterait un poste de responsabilité, mais celui-ci refuse, en motivant qu’il n’y est pas assez formé idéologiquement. L’autre lui réplique qu’il suffit qu’il aime le grand et sage dirigeant, ce que Pelikán confirme.
Pelikán est nommé directeur de la piscine couverte de la capitale. Il s’y présente et remarque un grand groupe de gens rassemblés devant l’entrée. Ils ont leurs billets mais un employé ne les laisse pas entrer. Pelikán y entre et voit nager un seul individu et deux autres en imperméables en cuir qui marchent parallèlement avec lui sur les bords de la piscine. Pelikán va à l’un d'eux, lui demande son billet, et dit à l’employé de faire entrer les gens. Celui à qui il a demandé son billet, sort un pistolet. Pelikán demande à celui de l’eau aussi s’il a son billet. Pendant ce temps, les gens entrent et se jettent dans la piscine. Celui dans l’eau crie effaré, et ses gardes du corps se jettent à l’eau habillés pour l’en sortir.
Pelikán se retrouve en prison, avec les mêmes que la première fois. L’ancien policier lui annonce que les dirigeants du pays se mettent les uns les autres en prison. L’évêque demande ce qu’il y aura à manger par le moyen de communication consacré. Il y aura encore du tarhonya. Pelikán est de nouveau libéré et emmené chez Virág. Il s’excuse de ne pas avoir reconnu en maillot de bain le camarade général Bástya. Il l’aurait reconnu s’il avait été en uniforme. Virág le console en lui disant que le camarade Bástya lui a pardonné et que l’employé a été interné dans un camp comme responsable de l’incident, après avoir aussi avoué que sa mère avait été la maîtresse d’un koulak propriétaire de moulin. On sert de nouveau un repas copieux à Pelikán et Virág lui rappelle qu’on lui demandera quelque chose un jour. Pelikán ne lui demande que de le laisser retourner à sa digue, mais Virág lui annonce qu’il est nommé directeur du Parc anglais, comme s’appelait à ce moment-là le parc d’attractions de Budapest. Pelikán demande pourquoi le « Parc anglais », pourquoi pas le « Parc gai », à quoi Virág vante son attitude anti-impérialiste.
En tant que directeur, Pelikán renomme le tunnel de l’horreur du parc « le tunnel de l’esprit socialiste ». Entre autres, à la place des figures effrayantes qui s’y trouvaient, il fait mettre les portraits des dirigeants du pays, mais laisse les bruits sinistres et les cris lugubres traditionnels. Le général vient inaugurer le nouveau parc et visite le tunnel. Il est accueilli par le portrait de Karl Marx, des slogans communistes, des sons effrayants et son propre portrait, à quoi il perd connaissance.
Pelikán est de nouveau en prison, dans la même compagnie. Il se plaint de toujours vouloir être sur la ligne mais de toujours tomber à côté. L’évêque lui dit de ne pas désespérer, car la Hongrie ressuscitera. Pelikán ne comprend pas ce que l’évêque veut dire et celui-ci lui explique que cela signifie que Pelikán aussi arrivera un jour à réfléchir sur la marche du monde. Cette fois-ci il y aura à manger un plat de pommes de terres. À propos de cela, Pelikán attire l’attention aux autres qu’il y a tout de même des progrès sous le nouvel ordre socialiste.
Pelikán dîne de nouveau chez Virág et répète sa demande d’être laissé sur sa digue, mais Virág lui dit que « la vie n’est pas un gâteau à la crème ». Lui aussi est fatigué et insomniaque ces derniers temps. Et de nouveau il lui dit que très bientôt on demandera quelque chose à Pelikán, sans lui dire quoi.
Pelikán est nommé directeur de l’Institut de recherche de l’oranger, qui a pour objectif sa culture en Hongrie. Après des mois d’efforts, une seule orange est mûre et on organise la célébration de la première orange hongroise. Celle-ci est posée sur un guéridon, sous une cloche de verre couverte d’un napperon. La cérémonie comporte un spectacle de danses traditionnelles. Une assistance de haut rang est présente, dans laquelle Bástya et Virág. Les enfants de Pelikán sont là aussi, en uniforme de pionniers. Le père enlève le napperon et constate l’absence de l’orange. Il découvre qu’elle a été mangée par l’enfant qui avait fait péter le sachet en papier. Pelikán va à Virág et lui demande ce qu’il doit faire. Celui-ci sort un citron de sa poche. À la protestation de Pelikán, il dit qu’il « n’initie pas de discussion ». Le citron est présenté à Bástya qui le coupe et y goûte en grimaçant. Il demande ce que c’est et Pelikán lui répond que c’est « l’orange nouvelle hongroise, un peu plus jaune, un peu plus acide, mais c’est la nôtre », à quoi le général ne peut faire autre chose qu’afficher un sourire forcé.
Un spectacle d’opérette a lieu en l’honneur de l’institut. Pelikán dit à Virág qu’il est mécontent d’avoir trompé les gens, mais celui-ci réplique qu’on n’a trompé personne, car les masses ne mangent ni oranges ni citrons. En revanche, le régime a assené un coup dur aux impérialistes en tenant la promesse que l’orange hongroise existerait.
La même nuit, Pelikán est de nouveau emmené chez Virág. Cette fois il n’est pas servi. Virág commence par sa formule « la situation internationale ne cesse de s’accentuer » et il lui annonce qu’on a arrêté un nouveau groupe de malfaiteurs, celui de l’ancien ministre Dániel. Pelikán rit, croyant que c’est une plaisanterie mais Virág affirme que Dániel est un espion, un traître, un mouchard de la police de l’ancien régime, et qu’il a avoué tout cela. Pelikán doit être le principal témoin de l’accusation à son procès. Celui-ci dit qu’il n’a rien remarqué de suspect chez Dániel, à quoi Virág répond que « c’est justement ce qui n’est pas suspect qui est suspect ». Pelikán demande qu’on renonce à lui comme témoin. Virág sort, puis il y a quatre individus à la mine menaçante qui entrent et qui l’entourent sans rien dire. Virág revient avec un plateau de sucreries et reproche aux quatre types d’importuner Pelikán. Ceux-ci sortent et Virág lui sert des sucreries.
Chez lui, Pelikán ne peut pas dormir la nuit en réfléchissant comment il est possible que Dániel soit un traître et que ce qui n’est pas suspect soit suspect. Il allume une cigarette et finalement il s’endort, celle-ci à la bouche. La maison brûle complètement. Virág vient et lui répète ses formules habituelles. C’est alors qu’arrivent les pompiers, que Pelikán a appelé il y a longtemps. Virág demande à leur commandant pourquoi ils sont venus si tard et celui-ci répond qu’on leur a ordonné d’être vigilants, de vérifier d’abord s’il s’agit réellement d’incendie, ce qui exige du temps. Virág lui donne raison.
Une équipe de constructeurs vient, qui reconstruit rapidement la maison sous la direction de Virág, mais sans portes ni fenêtres.
Virág emmène Pelikán chez un individu qui écrit la déposition de témoin qu’il doit apprendre par cœur. L’individu se comporte comme un écrivain content de son œuvre. Virág apprécie ce qu’il a écrit mais Pelikán proteste lorsqu’il lit que Dániel a jeté dans le Danube des boîtes en métal qui contenaient ses rapports d’espion et a plongé sous l’eau pour y discuter avec des agents étrangers au sujet de l’assassinat des dirigeants du pays. Il dit qu’en fait Dániel a jeté à l’eau des sousliks morts et qu’il est tombé à l’eau à cause d’un poisson échappé. Virág propose tout de même un changement : que ces boîtes soient cousues dans des peaux de souslik, pour que la déposition fasse plus authentique. L’écrivain est d’accord. Le général vient et lit lui aussi la déposition. Il est mécontent de ne pas être nommé parmi ceux que les traîtres veulent assassiner. L’auteur promet de faire la modification nécessaire. Le général ne reconnaît pas Pelikán. Celui-ci lui rappelle toutes les occasions auxquelles il a eu affaire à lui, en ajoutant qu’il ne veut pas témoigner. Le général critique Virág, en disant qu’ils ont besoin de témoins bénévoles.
Virág s’en va fâché, sans Pelikán, qui se rend compte qu’il lui a fait du tort et il le regrette. Il tient à monter en voiture avec Virág, qui ordonne d’être emmené au cimetière. Au monument funéraire constitué de la statue grandeur nature d’un ouvrier, préparé pour Virág avec l’inscription « Une vie pour le peuple », celui-ci prend son pistolet comme pour se suicider, en disant que lui et ceux comme lui sacrifient leur vie pour un ramassis de gens qui ne les méritent pas. Il feint tout de même de se laisser convaincre par Pelikán de ne pas se tuer. Celui-ci lui demande de l’éclaircir. Il ne peut pas concevoir que Dániel est coupable, puisqu’il le connaît et a vu de ses propres yeux autre chose que ce qu’il doit dire en tant que témoin. Virág lui réplique que ce qu’il voit, entend ou pense, et que Dániel est ou non coupable, ne compte pas. Ce qui compte, c’est la « vérité » affirmée par le régime. Il peut prouver en cinq minutes, s’il le faut, que n’importe qui, y compris lui-même, est coupable. Il pourrait faire torturer Pelikán de diverses manières, mais il a toujours cru que c’était un camarade fiable, qui accomplit bénévolement et volontiers ce dont il est chargé. Il est déçu de Pelikán, plus que cela, le camarade Bástya est déçu de lui, Virág. Alors Pelikán promet d’être prêt à tout mais demande à voir Dániel.
On permet à Pelikán de parler seul à seul à Dániel dans la cellule de celui-ci. Pelikán veut entendre de sa bouche s’il est coupable ou non. Dániel dit que ce n’est pas un hasard s’il est dans la situation où il est, car on peut être coupable sans le savoir. Pelikán réplique qu’il n’a rien vu de ce qu’il doit dire comme témoin, à quoi Dániel dit que ce n’est pas cela qui est important mais que lui soit coupable.
Virág emmène Pelikán à Bástya, qui est à la chasse. Arrivés dans la forêt, les deux reçoivent des fusils et des vêtements de chasseurs, mais ils sont pris pour du gibier, sans être atteints. Le général reproche à Virág de le déranger. Celui-ci lui rapporte que Pelikán est témoin bénévole et que le procès peut avoir lieu, ce que Pelikán confirme.
Pelikán est emmené à une camarade ayant la fonction de former les témoins. Elle procède avec Pelikán comme un metteur en scène : elle lui demande de dire un poème et des virelangues, en constatant qu’il a un défaut de diction ; elle le fait lire sa déposition et l’arrête souvent pour corriger son interprétation. Pelikán n’arrive pas à mémoriser sa déposition et il est examiné par un psychologue.
On permet à Pelikán de voir ses enfants. Il y a une grande inondation, parce que le Danube a rompu les digues. Juché sur un saule avec ses enfants, il répète sa déposition, un virelangue et des formules de Virág, pendant que sur l’eau passent des barques avec des gens qui essayent de sauver leurs biens. Un homme arrête sa barque près du saule et cherche à attirer son attention sur ce qui arrive. Pelikán continue son monologue, que l’autre ne comprend pas, puis il se rend quand même compte de la réalité.
Le jour du procès, Pelikán se présente au tribunal. Il n’est pas rasé, parce que l’eau a emporté toutes ses affaires. Virág lui passe des papiers, et Pelikán constate que ce n’est pas sa déposition mais un verdict, à quoi Virág s’excuse et lui passe sa déposition. Ensuite Virág téléphone pour appeler un major, « pas pour une exécution, pour un rasage ». C’est le bourreau, qui rase Pelikán en constatant : « Comme elle est bien insérée dans la chair, cette petite vertèbre ! » L’ancien policier Gulyás entre dans la pièce, lui aussi étant témoin au même procès. Pelikán est révolté mais Virág le console en lui disant que lui aussi a été passé à tabac par le même Gulyás, mais « la situation internationale ne cesse de s’accentuer », c’est pourquoi ils n’ont pas le droit de tenir compte des affronts personnels qu’ils ont subis.
C’est le tour de Pelikán de témoigner. Il commence par réciter sa déposition mais il s’embrouille, puis il demande comment cela se fait que le sbire Gulyás est là. Le juge lui demande s’il maintient sa déposition. En voyant Virág hocher la tête avec véhémence pour qu’il dise oui, Pelikán lui demande s’il a un malaise, en ajoutant que Gulyás a battu Virág aussi. Il demande ensuite que Gulyás lui dise en face que Dániel a été mouchard. Gulyás confirme qu’il a été informateur, et que Pelikán aussi l’a été, tous les deux payés par lui-même. Pelikán se met à rire, en demandant qui encore a été mouchard : peut-être les camarades Virág et Bástya aussi ? Ce dernier, dans une autre pièce, suit le déroulement du procès, des écouteurs aux oreilles. Il reçoit par téléphone l’ordre de vérifier les dires de Pelikán. Dans la salle d’audience, Pelikán répond « non » à la question s’il maintient sa déposition.
Pelikán est condamné à mort. Après quelque temps en prison, la veille de son exécution, un gardien lui apporte son dernier repas, un bon plat et du vin. Pelikán sert du vin au gardien aussi et se met à manger avec appétit. Le gardien le regarde avec concupiscence, en disant que c’est le plat qu’il recommande à tous les condamnés à mort, n’importe leur appartenance politique. Certains ne peuvent pas manger et alors c’est lui qui le mange. Puis le gardien s’excuse de devoir le quitter, parce que le lendemain il a un séminaire d’enseignement idéologique et il n’a encore rien appris. Cela lui rappelle que Pelikán est communiste et lui demande d’éclairer sa lanterne au sujet de certaines notions. Il lui sert aussi du rhum. Pelikán ne connaît pas les notions en cause mais dit ce qu’il peut, et le gardien prend consciencieusement des notes.
À l’aube, le gardien conduit Pelikán dans la cour de la prison où est dressée la potence, mais il n’y a personne. Le gardien ne comprend pas ce qui se passe. Il se met à crier un nom, et Pelikán le crie lui aussi, en apprenant que c’est le nom du bourreau. À une fenêtre, c’est le directeur de la prison qui apparaît, en leur reprochant de faire du bruit si tôt, puis il descend en pyjama, un porte-documents sous le bras. Il demande à Pelikán qui il est, celui-ci se présente et dit que c’est lui qu’on doit pendre. Le directeur sort une liste, y trouve le nom de Pelikán et lui annonce qu’il sera réhabilité. Pelikán ne connaît pas le mot et dit qu’il aimerait mieux être pendu, à quoi le directeur lui explique qu’il est innocent. Pelikán se renseigne sur le sort de Dániel. Celui-ci a déjà été libéré une semaine avant. Le gardien lui reproche avec dépit d’avoir mangé, bu, en plus de ne pas être exécuté, et lui ordonne de déguerpir.
Le film se termine en montrant Pelikán qui marche dérouté parmi la foule d’une rue de la capitale. Il s’arrête près d’un jeune homme qui lit son journal, et lui demande quel jour c’est, quelle date, puis quel mois. L’homme lui fournit ces renseignements, et Pelikán lui demande aussi quel est le niveau du Danube, à quoi l’homme lui demande s’il ne lui faut pas sa fiancée aussi.

## Fiche technique
- Titre original : A tanú
- Titre français : Le Témoin
- Réalisation : Péter Bacsó
- Scénario : Péter Bacsó, János Ujhelyi
- Musique : György Vukán
- Direction artistique : László Blahó
- Décors : Tamás Vayer
- Costumes : Katalin Ján
- Photographie : János Zsombolyai
- Son : Károly Peller
- Montage : Sándor Boronkay
- Production : Ottó Föld, Lajos Gulyás
- Société de production : Mafilm Studio 1
- Société de distribution : MOKÉP
- Pays de production :  Hongrie
- Langue originale : hongrois
- Format : couleur — 2,35:1 — mono
- Genre : comédie dramatique
- Durée : 103 minutes (censuré), 111 minutes (non censuré)
- Dates de sortie :
  - Hongrie : 9 juin 1979 (censuré)
  - Hongrie : 1er juin 2019 (non censuré)
  - France : 6 février 1985

## Distribution
- Ferenc Kállai : József Pelikán, gardien de digue
- Lajos Őze : Árpád Virág, chef de la police politique
- Béla Both : le général Bástya
- Zoltán Fábri : Zoltán Dániel, ami de Pelikán
- Károly Bicskey : Elemér Gulyás, ancien policier
- György Bálint : évêque
- Lili Monori : Gizi, fille de Pelikán
- Lajos Mezey : auteur de la déposition de Pelikán
- Georgette Metzradt : camarde Potocsni, formatrice de témoins
- László Vámos : psychologue
- Pál Bánó : juge
- Tibor Fehér : gardien de prison
- György Győrffy : directeur de la prison
- Ida Versényi : camarade Gogolák, servante de Virág

## Production
Le film a été tourné en 1969. Son tournage a été possible grâce au contexte politique de l’époque, caractérisé par une certaine libéralisation, quand les autorités permettaient de critiquer le régime d’inspiration stalinienne du début des années 1950. Le plus haut dirigeant du pays lui-même, János Kádár, avait été emprisonné entre 1951 et 1953. Cependant, le film allait au-delà de ce que le régime acceptait. Son tournage a été arrêté une fois et repris seulement après qu’on avait imposé à l’équipe un consultant idéologique. Il a été terminé après beaucoup de discussions avec la censure, et interdit tout de même, malgré les échos de presse favorables déjà parus au cours du tournage, par exemple dans la revue Film Színház Muzsika.
Le texte du chant du mouvement ouvrier communiste chanté par les enfants de Pelikán a été écrit en 1949 par Péter Bacsó même, pour le film Les Pionniers, réalisé avec un autre futur réalisateur important, Károly Makk, quand ils étaient étudiants à l’École supérieure d’art dramatique et cinématographique. Malgré cela, leur film a tout de suite été interdit et confisqué. Dans une interview, Péter Bacsó déclarait « József Pelikán c’est moi », ayant cru à cette époque-là en l’utopie socialiste et ayant été un militant de la cause.
Dans Le Témoin il y a aussi trois metteurs en scène qui jouent, Béla Both (le général), László Vámos (le psychologue) et Ida Versényi (camarade Gogolák), ainsi que le réalisateur de cinéma Zoltán Fábri (Zoltán Dániel).

## Autour du film

### Vie ultérieure du film
Malgré son interdiction, le film a pu être vu en dehors des cinémas, comme un privilège accordé à certains membres du parti communiste ou des jeunesses communistes. Sa première présentation publique a eu lieu en 1977, une seule fois, à l’occasion d’une revue des films comiques du réalisateur. Il n’a été distribué en salles qu’en 1979.
En 1981, le film a été présent au Festival de Cannes, hors concours, dans la section Un certain regard.
En 2018, le film a été numérisé et redistribué dans les cinémas, et en 2019 on a retrouvé sa version non censurée, qu’on a restaurée à son tour et présentée dans la section Cannes Classics. La censure avait imposé non seulement des coupures mais aussi des ajouts, par exemple une scène finale où Pelikán et Virág devenu un mortel ordinaire se rencontrent sur le marchepied d’un tramway bondé. Virág dit que les gens le regretteront, à quoi Pelikán réplique qu’il ne le pense pas. Cette scène était destinée à montrer que le temps de la dictature était passé. La version initiale, non censurée, a été restaurée sans cette scène.

### Postérité
Péter Bacsó a publié en 1980 un roman sous le même titre que le film, sur la base de son scénario.
Le même réalisateur, avec le même acteur principal dans le rôle de Pelikán, a réalisé en 1994 une suite du film, Megint tanú (Témoin de nouveau), où l’honnête et naïf Pelikán subit les tentatives de manipulation de divers groupes de pouvoir en conflit, dans les conditions de l’instauration de la démocratie et des débuts de l’économie capitaliste. Ce film n’a pas eu le même succès que Le Témoin.
Il existe aussi une adaptation du film au théâtre, mise en scène en 2012.

## Analyse

### Film et réalité
Le film reflète en général les réalités sociales, politiques et économiques du début des années 1950, mais s’inspire aussi de faits et personnes concrets de l’époque.
Dans les années 1950, une grande partie des produits alimentaires destinés à la population des villes provenait de ce que les producteurs individuels devaient vendre obligatoirement à l’État pour des prix dérisoires. C’est pour cela que l’abattage d’animaux propriété des individus était légal si seulement il était autorisé par les autorités, après que les propriétaires avaient remis les quotas de produits auxquels ils étaient obligés. Les abattages illégaux étaient fréquents.
La nomination de Pelikán à des postes ne correspondant pas à sa formation s’inspire du fait que le régime éloignait de leurs postes les professionnels formés sous le régime antérieur et les remplaçait par des gens choisis selon le critère de leur origine ouvrière ou paysanne pauvre.
Le parc d’attractions de Budapest s’appelait effectivement Angolpark (Parc anglais) en 1950. C’est alors qu’il a été étatisé et renommé Vidámpark (Parc gai), nom qu’il a gardé jusqu’en 2013.
À l’époque il y a eu effectivement des tentatives de cultiver des agrumes en Hongrie, à l’indication de la direction du parti communiste, avec du matériau fourni par l’Union soviétique.
Le procès de Zoltán Dániel évoque celui du ministre des affaires étrangères László Rajk, de 1949, basé sur des accusations inventées, une parodie de procès sur le modèle de ceux de l’époque de Joseph Staline en URSS, avant lequel on l’avait convaincu d’avouer ce dont il était accusé.
L’annulation de l’exécution et la libération de Pelikán et de Dániel évoquent le fait qu’en 1953, après la mort de Staline, une période de relative libéralisation a suivi, lorsqu’on a libéré un certain nombre de détenus politiques à la suite de l’amnistie décrétée par un nouveau gouvernement, celui d’Imre Nagy.
La figure de Virág s’inspire du chef de la police politique Gábor Péter, et celle du général Bástya du général d’armée Mihály Farkas, ministre de la défense. En effet, il avait l’habitude de réserver la piscine d’une faculté pour lui tout seul.

## Accueil
Le Témoin est l’un des films culte du cinéma hongrois. À sa sortie en 1979, il a tenu l’affiche pendant plusieurs mois. Il a été tellement populaire, que pendant longtemps, certaines de ses phrases ont circulé en tant que citations célèbres, par exemple « La vie n’est pas un gâteau à la crème », « La situation s’accentue », « Je n’initie pas de discussion », « C’est justement ce qui n’est pas suspect qui est suspect », « Elle est un peu plus jaune, un peu plus acide, mais c’est la nôtre ». À partir de 1989 paraît le journal Magyar Narancs (L’Orange hongroise) dont le nom est une allusion au film.
Présenté à Cannes en 1981, le film, a eu un succès tel, qu’il a été acheté en 32 pays.
En 2012, les membres de l’Académie hongroise des arts ont élu le film parmi les 53 meilleurs films hongrois de tous les temps.

### Critiques
Selon l’historien et critique de cinéma Jean-Pierre Jeancolas, Le Témoin aborde la dure période stalinienne des années cinquante avec « un humour dévastateur. (...) Filmé richement, dans un format (...) qui accentue le ridicule des cérémonies, nourri de gags (...), conduit avec finesse par Ferenc Kállai qui fait de Pelikán un faux ahuri qu’on a comparé à Švejk, le film de Bacsó est à la fois une grande comédie et un grand film politique ».
La critique Juliana Brandt voit en Pelikán un homme simple, modeste et naïf. Il s’est approché des communistes quand ils étaient persécutés et pense que le régime communiste créera une société juste. Il fait consciencieusement son devoir dans un domaine qui correspond à son niveau d’intelligence et d’instruction, dont il est conscient, et il n’aspire pas à davantage, mais il ne peut pas vivre tranquille dans les conditions du régime. D’abord il se confronte seulement à la difficulté de nourrir sa famille dans ces conditions, mais par la suite aux absurdités du régime aussi, dont quelques-unes sont criminelles. Il fait des efforts sincères pour se conformer à ces exigences aberrantes mais finalement sa conscience morale ne le laisse pas contribuer à la condamnation sans raison d’un homme. Le film rappelle à la critique certains éléments du roman picaresque, où un antihéros cherche à survivre au service de plusieurs maîtres, en relevant ainsi leur nature véritable. À travers ses échecs, il dévoile les défauts du monde.
Selon le critique Gergely Bikács, le film est en même temps satirique, comique et dramatique, même tragique. Les sources du comique sont les situations absurdes et les caricatures que constituent les figures du régime. Aux yeux du spectateur des années 2000, le personnage de Pelikán peut paraître contestable, puisqu’il lui manque la ruse de l’homme simple, à la différence du soldat Švejk de Jaroslav Hašek, qui feint seulement la naïveté. Ainsi, Pelikán peut mener à la conclusion que la dictature communiste se basait sur des naïfs comme lui. Le même critique pense que la figure le mieux réalisée est celle de Virág, une caricature par son regard, ses paroles, ses gestes, sa soif de pouvoir et en même temps sa servilité envers son supérieur.
Le critique Tamás Koltai regrette que ceux qui n’étaient pas des adultes avant 1990 ne peuvent pas comprendre beaucoup de choses du film : ni la situation générale, ni ce qu’était une parodie de procès ni ce qu’était l’orange hongroise ni les citations célèbres.

## Sources
- (hu) Bikácsy, Gergely, « A tanú (1969). Bacsó Péter » [« Le Témoin »], sur online FILMTÖRTÉNET, FILMHU-CSOPORT, 6 mai 2004 (consulté le 8 août 2021)
- (hu) Bognár, Katalin, « ”Dezsőnek meg kell halnia”. Disznózsír és politika » [« ”Dezső doit mourir”. Saindoux et politique »], Magyar Nemzeti Múzeum, 21 décembre 2020 (consulté le 8 août 2021)
- Brandt, Juliana, « La filiation picaresque dans « Le témoin » de Péter Bacsó », dans Kristian Feigelson et Jarmo Valkola (dir.), Cinéma hongrois. Le temps et l’histoire, Paris, Presses Sorbonne Nouvelle, coll. « Théorème » (no 7), 2003 (ISBN 2-87854-255-X, lire en ligne [PDF]), p. 87-95
- (hu) Fazekas, Eszter, « ”Az ember úgy is lehet bűnös, hogy nem is tud róla”. Bemutatjuk ”A tanú” eredeti, cenzúrázatlan változatát » [« ”On peut être coupable sans le savoir”. Nous vous présentons la version originale, non censurée du ”Témoin” »], Nemzeti Filmintézet. Filmarchívum, 14 mai 2019 (consulté le 8 août 2021)
- (hu) Frei, Gabriella, « A Thália Színház mutatja be ”A tanú” című film alapján készült darabot » [« Le théâtre Thália présente la pièce basée sur le film ”Le Témoin” »], sur Napvilág.Net, 9 novembre 2012 (consulté le 8 août 2021)
- (hu) Harmat, Árpád Péter, « A Rajk-ügy története » [« Historique de l’affaire Rajk »], sur Történelem cikkek, 2 octobre 2015 (consulté le 8 août 2021)
- (hu) Heincz, Barnabás, « Itt A tanú cenzúrázatlan verziója! » [« La version non censurée du Témoin est là ! »], Mandiner, 5 juin 2019 (consulté le 28 septembre 2023)
- (hu) Kerényi-Nagy, Viktor (dir.), Budatétényi Rózsakert [« La roseraie de Budatétény »], Budapest, Nemzeti Agrárkutatási és Innovációs Központ, 2017 (ISBN 978-963-12-8735-6, lire en ligne)
- Jeancolas, Jean-Pierre, Cinéma hongrois, 1963-1988, Paris, Éditions du Centre national de la recherche scientifique, 1989 (ISBN 2-222-04301-8)
- (hu) Koltai, Tamás, « A helyzet fokozódik » [« La situation s’accentue »], sur SZÍNHÁZ.NET, 8 décembre 2012 (consulté le 8 août 2021)
- (hu) Körmendi, Judit, « Fábri Zoltán filmfőszerepben » [« Zoltán Fábri en rôle principal de film »], Film Színház Muzsika,‎ 3 mai 1969, p. 8-9 (lire en ligne, consulté le 8 août 2021)
- (hu) Pándi, Balázs, « A tanú eddig ismeretlen, cenzúrázatlan változatát vetítik Cannes-ban » [« La variante inconnue, non censurée du Témoin présentée à Cannes »], cinematrix, sur index.hu, 26 avril 2019 (consulté le 8 août 2021)
- (hu) Perczel, Olivér, « Az Angol parktól a Vidám parkig » [« Du Parc anglais au Parc gai »], archívNET, vol. 14, no 4,‎ 2014 (lire en ligne, consulté le 8 août 2021)
- (hu) Romsics, Ignác, Magyarország története a XX. században [« Histoire de la Hongrie au 20e siècle »], Budapest, Osiris, 2010 (ISBN 9789632761794, lire en ligne)
- (hu) Szántó, Eszter, « ”A tanú” visszatér a magyar mozikba » [« ”Le Témoin” revient dans les cinémas hongrois »], sur 24.hu, Central Médiacsoport, 25 octobre 2018 (consulté le 8 août 2021)